# Уоллер-Бридж, Фиби
Фи́би Мэ́ри Уо́ллер-Бридж (англ. Phoebe Mary Waller-Bridge; род. 14 июля 1985) — английская актриса, сценаристка и телевизионный продюсер. Обладательница премий «BAFTA TV», «Эмми» и «Золотой глобус» за работу над комедийно-драматическим телесериалом «Дрянь». Трёхкратная номинантка на театральную награду Лоуренса Оливье за эту же роль на сцене.

## Биография
Родилась в Западном Лондоне в семье Майкла и Терезы Уоллер-Бридж (в девичестве Клерк). У Фиби есть старшая сестра Изобель (Isobel Waller-Bridge) — композитор музыки для сериала «Дрянь», и младший брат Джаспер, музыкальный менеджер. Родители развелись, когда Фиби была подростком. Она выпускница Королевской академии драматического искусства.
Дебютировала на сцене в 2009 году в пьесе Roaring Trade в Лондонском театре Сохо, позже играла там в постановке «Дрянь». Исполняла роль во втором сезоне британского сериала «Убийство на пляже».
В 2014 году Фиби была сценаристом трёх эпизодов сериала «Бездельницы». В 2016 году написала сценарий для двух сериалов, в которых также снялась в главных ролях — «Сожители» и «Дрянь».
В 2018 году получила номинацию на премию «Эмми» за лучший сценарий драматического телесериала за сериал «Убивая Еву», создателем которого она является.
В апреле 2019 года было объявлено, что Уоллер-Бридж назначена одним из сценаристов фильма «Не время умирать».
В июле 2019 года было объявлено, что Уоллер-Бридж номинирована на премию Эмми в категориях «за лучшую женскую роль в комедийном телесериале» и «лучший сценарий комедийного сериала» за сериал «Дрянь». На церемонии, состоявшейся в сентябре 2019 года, Уоллер-Бридж одержала победу в обеих номинациях. Также созданный ею сериал был удостоен премии Эмми за лучший комедийный сериал.
В 2020 году Фиби выиграла премию «Золотой глобус» в номинации «лучшая актриса в комедийном телесериале, или мюзикле» за роль Дряни. Сериал также стал победителем в номинации Лучший телевизионный сериал (комедия или мюзикл).

## Личная жизнь
С 2014 по 2017 год Уоллер-Бридж была замужем за режиссёром-документалистом Конором Вудманом. С 2018 года она состоит в отношениях с драматургом Мартином Макдонахом.

## Фильмография

### Актриса
| Год       |     | Русское название                          | Оригинальное название                 | Роль              |
| --------- | --- | ----------------------------------------- | ------------------------------------- | ----------------- |
| 2009      | с   | Врачи                                     | Doctors                               | Кэти Бербридж     |
| 2009      | кор | Награда                                   | The Reward                            | Шарлотта          |
| 2010      | с   | Как не стоит жить                         | How Not to Live Your Life             | Шарлотта          |
| 2011      | кор |                                           | Beautiful Enough                      | озвучка           |
| 2011      | тф  | Ночной дозор                              | The Night Watch                       | Лорен             |
| 2011      | ф   | Таинственный Альберт Ноббс                | Albert Nobbs                          | виконтесса Яррелл |
| 2011      | кор | Меконий                                   | Meconium                              | Лорна             |
| 2011      | ф   | Железная леди                             | The Iron Lady                         | Сьюзи             |
| 2011—2013 | с   | Кафе                                      | The Cafe                              | Хлои Эстилл       |
| 2013      | с   |                                           | Coming Up                             | Карен             |
| 2013      | с   | Непутёвая учёба                           | Bad Education                         | Индиа             |
| 2013      | с   | Ирландцы в Лондоне                        | London Irish                          | Стеф              |
| 2014      | с   | Замок Бландингс                           | Blandings                             | Фелисити          |
| 2014      | с   | Клей                                      | Glue                                  | Би Варвик         |
| 2015      | с   | Убийство на пляже                         | Broadchurch                           | Эбби Томпсон      |
| 2015      | ф   | Краденое свидание                         | Man Up                                | Кэти              |
| 2015      | тф  |                                           | Flack                                 | Иви               |
| 2016      | с   | Сожители                                  | Crashing                              | Лулу              |
| 2016—2019 | с   | Дрянь                                     | Fleabag                               | Дрянь (Флибэг)    |
| 2017      | кор |                                           | Incident on the Northern Line         |                   |
| 2017      | ф   | Прощай, Кристофер Робин                   | Goodbye Christopher Robin             | Мэри Браун        |
| 2018      | ф   | Хан Соло. Звёздные войны: Истории         | Solo: A Star Wars Story               | L3-37             |
| 2020      | с   | Беги                                      | Run                                   | Флик              |
| 2020      | с   | Тёмные начала                             | His Dark Materials                    | Саян Кётёр        |
| 2021      | с   | Постановка                                | Staged                                | В роли самой себя |
| 2021      | с   | Великий британский театр                  | Great British Theatre                 | Дрянь (Флибэг)    |
| 2023      | ф   | Индиана Джонс и Колесо судьбы             | Indiana Jones and the Dial of Destiny | Хеленa Шоу        |
| 2024      | ф   | Воображаемые друзья                       | IF                                    | Блоссом           |
| 2025      | ф   | Большое, отважное, прекрасное путешествие | A Big Bold Beautiful Journey          |                   |
|           | с   |                                           | Screenshot                            |                   |

### Сценарист
- 2014 — «Drifters» — 3 эпизода
- 2016 — «Сожители» — 6 эпизодов
- 2016—2019 — «Дрянь» — 12 эпизодов
- 2018—2022 — «Убивая Еву» — 24 эпизода
- 2020 — «Не время умирать»

### Продюсер
- 2020 — н. в. — «Беги»

## Награды и номинации
Также см. страницу «Список наград и номинаций Фиби Уоллер-Бридж» (англ.)
Награды
- 2017: Премия BAFTA TV — «Лучшая женская роль в комедийном сериале» (за сериал «Дрянь»)
- 2019: Премия «Эмми» — «Лучший комедийный сериал» (за сериал «Дрянь»)
- 2019: Премия «Эмми» — «Лучшая женская роль в комедийном сериале» (за сериал «Дрянь»)
- 2019: Премия «Эмми» — «Лучший сценарий комедийного сериала» (за сериал «Дрянь»)
- 2020: Премия «Золотой глобус» — «Лучший телесериал — комедия» (за сериал «Дрянь»)
- 2020: Премия «Золотой глобус» — «Лучшая женская роль в телесериале — комедия или мюзикл» (за сериал «Дрянь»)
- 2020: Премия Гильдии киноактёров США — «Лучшая женская роль в комедийном сериале» (за сериал «Дрянь»)

Номинации
- 2014: Номинация на премию Лоренса Оливье — «Выдающиеся заслуги в театре» (за постановку «Дрянь»)
- 2017: Номинация на премию BAFTA TV — «Лучший комедийный сериал» (за сериал «Дрянь»)
- 2017: Номинация на художественную премию BAFTA — «Лучший сценарий комедийного сериала» (за сериал «Дрянь»)
- 2017: Номинация на художественную премию BAFTA — «Прорыв года»
- 2018: Номинация на премию «Эмми» — «Лучший сценарий драматического сериала» (за сериал «Убивая Еву»)
- 2019: Номинация на премию «Эмми» — «Лучший драматический сериал» (за сериал «Убивая Еву»)
- 2019: Номинация на премию «Золотой глобус» — «Лучший телесериал — драма» (за сериал «Убивая Еву»)
- 2019: Номинация на художественную премию BAFTA — «Лучший сценарий драматического сериала» (за сериал «Убивая Еву»)
- 2020: Номинация на премию Лоренса Оливье — «Лучшая новая комедия» (за постановку «Дрянь»)
- 2020: Номинация на премию Лоренса Оливье — «Лучшая женская роль в пьесе» (за постановку «Дрянь»)
- 2020: Номинация на премию «Эмми» — «Лучший драматический сериал» (за сериал «Убивая Еву»)
- 2020: Номинация на премию «Эмми» — «Лучшая приглашенная актриса в комедийном сериале» (за телепередачу «Saturday Night Live»)
- 2020: Номинация на премию «Золотой глобус» — «Лучший телесериал — драма» (за сериал «Убивая Еву»)
- 2020: Номинация на премию Гильдии киноактёров США — «Лучший актёрский состав в комедийном сериале» (за сериал «Дрянь»)
- 2020: Номинация на премию BAFTA TV — «Лучшая женская роль в комедийном сериале» (за сериал «Дрянь»)
- 2020: Номинация на премию BAFTA TV — «Лучший комедийный сериал» (за сериал «Дрянь»)
- 2020: Номинация на художественную премию BAFTA — «Лучший сценарий комедийного сериала» (за сериал «Дрянь»)